# Alphonse de Portugal (1475-1491)
Pour les articles homonymes, voir Alphonse de Portugal.
Le prince Alphonse de Portugal est né le 18 mai 1475 et mort le 13 juillet 1491.
Il était le seul fils de Jean II et d'Éléonore de Viseu, rois de Portugal. Il a épousé l'infante Isabelle d'Aragon, fille aînée des rois catholiques (Isabelle Ier de Castille et Ferdinand II d'Aragon). Alphonse est mort mystérieusement d'une chute à cheval et l'hypothèse d'un assassinat est toujours présente (l'union de tous les royaumes ibériques sous un prince de la dynastie portugaise d'Aviz était, à cette époque, une éventualité peu agréable aux Espagnols).
Le roi aimait tellement son fils qu'il a baptisé Principe (Prince) la plus petite île de l'archipel de Sao Tomé-et-Principe.
Après la mort du prince Alphonse, Jean II a essayé de nommer, comme héritier du royaume, son fils naturel Georges de Lancastre, 2e duc de Coimbra, mais la lignée légitime se maintint avec le 4e duc de Beja, qui devint roi sous le nom de Manuel Ier.